# ياروسلاف ماتفينكو
ياروسلاف ماتفينكو (بالروسية: Матвиенко, Ярослав Юрьевич)‏ هو لاعب كرة قدم روسي في مركز الوسط، ولد في 1998 في كراسنويارسك في روسيا. لعب مع نادي ينيسي كراسنويارسك ‏.

## وصلات خارجية
- ياروسلاف ماتفينكو على موقع Soccerway.com (الإنجليزية)